# Wioślarstwo na Letnich Igrzyskach Olimpijskich 1928 – dwójka bez sternika mężczyzn
Rywalizacja w dwójkach bez sternika mężczyzn w wioślarstwie na Letnich Igrzyskach Olimpijskich 1928 rozgrywana była między 2 a 10 sierpnia 1928 we wsi Sloten.
Do zawodów zgłoszonych zostało 8 osad.

## Wyniki

### Runda 1
Zwycięzcy każdego z biegów awansowali do ćwierćfinału. Przegrana osada brała udział w repasażach.
| Bieg 1  | Bieg 1            | Bieg 1                                          | Bieg 1 | Bieg 1 |
| Miejsce | Narodowość        | Zawodnicy                                       | Czas   | Kwal.  |
| ------- | ----------------- | ----------------------------------------------- | ------ | ------ |
| 1       | Niemcy            | Bruno Müller Kurt Moeschter                     | 8:14,2 | Q      |
| 2       | Francja           | André Pactat Robert Guelpa                      | 8:31,0 |        |
| Bieg 2  |                   |                                                 |        |        |
| Miejsce | Narodowość        | Zawodnicy                                       | Czas   | Kwal.  |
| 1       | Stany Zjednoczone | Paul McDowell John Schmitt                      | 8:06,4 | Q      |
| 2       | Belgia            | Philippe Van Volckxsom Carlos Van den Driessche | 8:15,0 |        |
| Bieg 3  |                   |                                                 |        |        |
| Miejsce | Narodowość        | Zawodnicy                                       | Czas   | Kwal.  |
| 1       | Wielka Brytania   | Terence O’Brien Robert Nisbet                   | 7:56,2 | Q      |
| 2       | Szwajcaria        | Alois Reinhard Willy Müller                     | 7:58,4 |        |
| Bieg 4  |                   |                                                 |        |        |
| Miejsce | Narodowość        | Zawodnicy                                       | Czas   | Kwal.  |
| 1       | Włochy            | Romeo Sisti Nino Bolzoni                        | 8:12,2 | Q      |
| 2       | Holandia          | Carel van Wankum Hein van Suylekom              | 8:30,0 |        |

### Repasaże 1
Zwycięzcy każdego z biegów awansowali do ćwiercfinału. Przegrywająca osada odpadała z rywalizacji.
| Bieg 1  | Bieg 1     | Bieg 1                                          | Bieg 1 | Bieg 1 |
| Miejsce | Narodowość | Zawodnicy                                       | Czas   | Kwal.  |
| ------- | ---------- | ----------------------------------------------- | ------ | ------ |
| 1       | Szwajcaria | Alois Reinhard Willy Müller                     | 8:17,8 | Q      |
| 2       | Francja    | André Pactat Robert Guelpa                      | 9:01,8 |        |
| Bieg 2  |            |                                                 |        |        |
| Miejsce | Narodowość | Zawodnicy                                       | Czas   | Kwal.  |
| 1       | Holandia   | Carel van Wankum Hein van Suylekom              | 8:18,4 | Q      |
| 2       | Belgia     | Philippe Van Volckxsom Carlos Van den Driessche | 8:36,4 |        |

### Ćwierćfinały
Zwycięzcy każdego z biegów oraz przegrana osada z najlepszym czasem awansowali do półfinałów. Pozostałe osady odpadały z rywalizacji.
| Bieg 1  | Bieg 1            | Bieg 1                             | Bieg 1 | Bieg 1 |
| Miejsce | Narodowość        | Zawodnicy                          | Czas   | Kwal.  |
| ------- | ----------------- | ---------------------------------- | ------ | ------ |
| 1       | Włochy            | Romeo Sisti Nino Bolzoni           | 7:21,4 | Q      |
| 2       | Szwajcaria        | Alois Reinhard Willy Müller        | 7:29,2 |        |
| Bieg 2  |                   |                                    |        |        |
| Miejsce | Narodowość        | Zawodnicy                          | Czas   | Kwal.  |
| 1       | Stany Zjednoczone | Paul McDowell John Schmitt         | 7:12,0 | Q      |
| 2       | Wielka Brytania   | Terence O’Brien Robert Nisbet      | 7:14,2 | q      |
| Bieg 3  |                   |                                    |        |        |
| Miejsce | Narodowość        | Zawodnicy                          | Czas   | Kwal.  |
| 1       | Niemcy            | Bruno Müller Kurt Moeschter        | 7:19,4 | Q      |
| 2       | Holandia          | Carel van Wankum Hein van Suylekom | 7:30,2 |        |

### Półfinały
| Bieg 1  | Bieg 1            | Bieg 1                        | Bieg 1 | Bieg 1 |
| Miejsce | Narodowość        | Zawodnicy                     | Czas   | Kwal.  |
| ------- | ----------------- | ----------------------------- | ------ | ------ |
| 1.      | Niemcy            | Bruno Müller Kurt Moeschter   | 7:08,2 | Q      |
| 2.      | Stany Zjednoczone | Paul McDowell John Schmitt    | 7:15,6 |        |
| Bieg 2  |                   |                               |        |        |
| Miejsce | Narodowość        | Zawodnicy                     | Czas   | Kwal.  |
| 1.      | Wielka Brytania   | Terence O’Brien Robert Nisbet | 7:08,6 | Q      |
| 2.      | Włochy            | Romeo Sisti Nino Bolzoni      | 7:16,8 |        |

### Finał
| O złoty medal   | O złoty medal     | O złoty medal                 | O złoty medal | O złoty medal |
| Miejsce         | Narodowość        | Zawodnicy                     | Czas          | Kwal.         |
| --------------- | ----------------- | ----------------------------- | ------------- | ------------- |
| złoto           | Niemcy            | Bruno Müller Kurt Moeschter   | 7:06,4        |               |
| srebro          | Wielka Brytania   | Terence O’Brien Robert Nisbet | 7:08,8        |               |
| O brązowy medal |                   |                               |               |               |
| Miejsce         | Narodowość        | Zawodnicy                     | Czas          | Kwal.         |
| brąz            | Stany Zjednoczone | Paul McDowell John Schmitt    | 7:20,4        |               |
| 4.              | Włochy            | Romeo Sisti Nino Bolzoni      | 7:24,4        |               |